# Union Point Sports Complex
L'Union Point Sports Complex est un stade omnisports américain situé dans la ville de Weymouth, au Massachusetts, dédié principalement à la pratique du rugby à XV, du soccer et la crosse.
Le stade sert d'enceinte à domicile aux équipes de rugby à XV des Free Jacks de la Nouvelle-Angleterre et du Boston Rugby Football Club.

## Histoire
Le stade accueille tout d'abord les matchs à domicile du Boston RFU.
Le 1er décembre 2018, le stade accueille le premier match de rugby à XV professionnel de son histoire, entre les Free Jacks de la Nouvelle-Angleterre et le Rugby United New York (avec une 38-35 victoire finale de New York).
Au printemps 2019, le stade accueille quatre rencontres de la Cara Cup, une compétition internationale de rugby à XV organisée par les Free Jacks de la Nouvelle-Angleterre,,,.

## Événements

### Matchs internationaux de rugby à XV
| Date          | Équipes                                           | Résultat | Compétition |
| ------------- | ------------------------------------------------- | -------- | ----------- |
| 16 mars 2019  | Connacht A - Free Jacks de la Nouvelle-Angleterre | 38 - 7   | Cara Cup    |
| 20 mars 2019  | Ulster A - Connacht A                             | 21 - 44  | Cara Cup    |
| 24 mars 2019  | Ulster A - Free Jacks de la Nouvelle-Angleterre   | 43 - 15  | Cara Cup    |
| 10 avril 2019 | Munster A - Leinster A                            | 49 - 53  | Cara Cup    |